# 珍寶王國

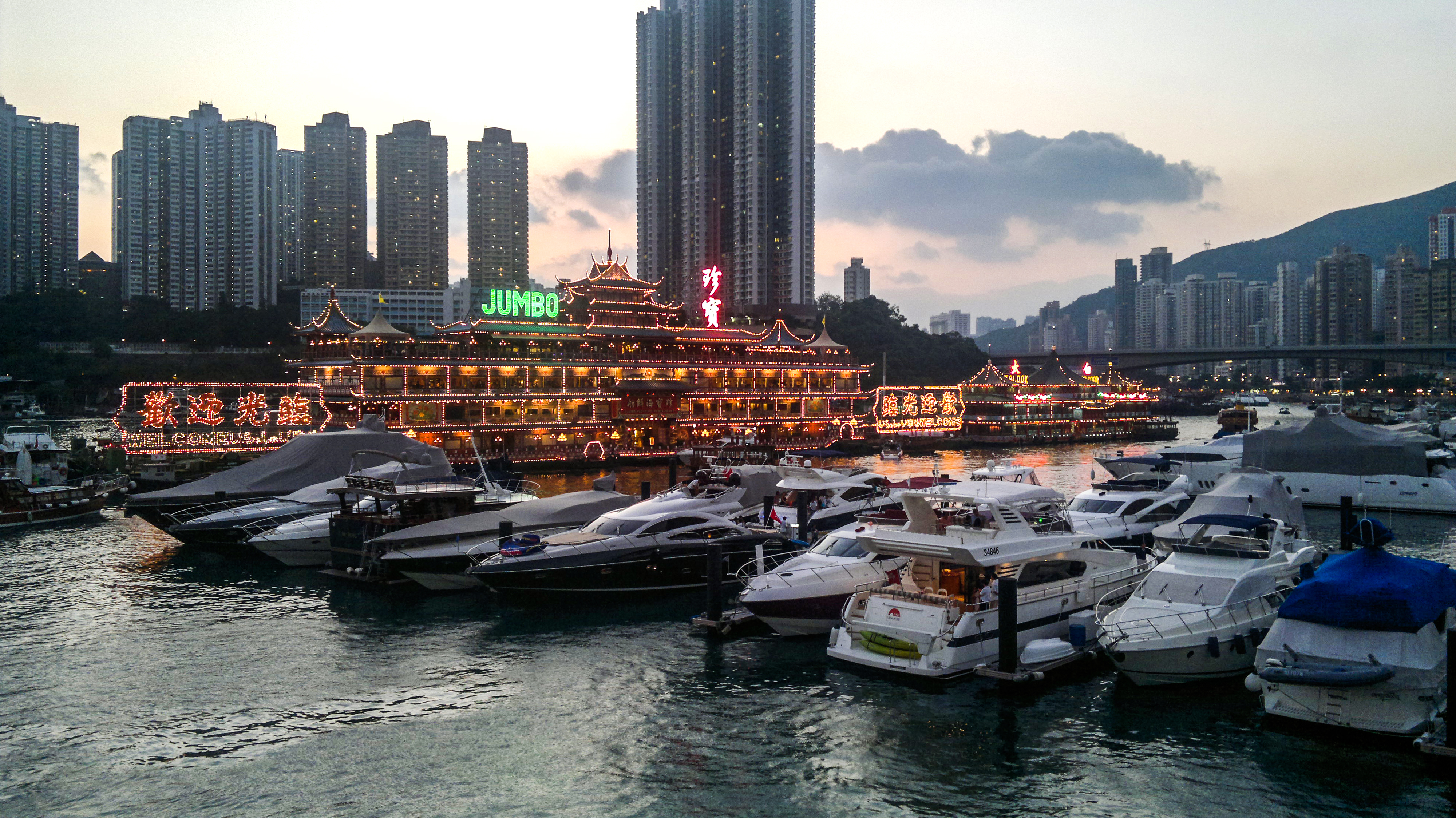
珍寶王國由珍寶（左）及太白海鮮舫（右）組成，珍寶海鮮舫兩旁均豎立了一幅以中文、英文及日文寫成的「歡迎光臨」牌

珍寶王國（英語：Jumbo Kingdom）是一組位於香港香港島南區黃竹坑深灣已結業的水上餐廳，由並排停泊的兩艘著名海上畫舫珍寶海鮮舫（英語：Jumbo Floating Restaurant）及太白海鮮舫（英語：Tai Pak Floating Restaurant）組成（昔日還包括海角皇宮），是香港南區過去的著名地標，有「世界上最大的海上食府」之稱。
珍寶王國曾經由香港上市公司新濠國際發展有限公司（港交所：0200）旗下的香港仔飲食集團負責管理，因為2019冠狀病毒病疫情傳入香港，停泊在深灣的兩艘海鮮舫自2020年3月起停業，其中體積較大的珍寶海鮮舫於2020年11月被捐贈予海洋公園，海洋公園在2021年底通知，未能找到合適的第三方機構營運，不能落實施政報告之捐贈計劃。2022年6月海事牌照到期，決定移離香港。於6月14日啟航離港，至6月18日下午，行駛至南海西沙群島附近水域時，遇上風浪，船身入水開始傾側，船方称海鮮舫於6月19日全面入水沉沒於南海。
太白海鮮舫目前仍停泊在港，並在2023年2月宣布修復計劃，預計於2024年第三季復業，在2026年下半年分階段復業。

## 歷史

### 前身與創建
珍寶王國的歷史可追溯到香港1920年代，原為香港水上人開設的酒樓，只接預約酒席，後來受到經營南北行的商家歡迎，漸對外開放，當時在香港仔避風塘的「歌堂躉」就是今日「海鮮舫」前身。香港地方志中心高級編輯蔡兆浚曾考究香港的海鮮舫由來，他相信其前身是源自廣州、珠江一帶的「歌堂船」，又稱歌堂躉，屬於躉船的一種。
珍寶王國中以太白海鮮舫歷史最悠久，建於1950年，最初設於當時尚未填海、現今為香港仔海傍道及香港仔海濱公園近湖南街的位置。1950年代全盛時期，一度有十多艘海鮮舫停泊在香港仔避風塘，當中以太白海鮮舫規模最大，由原於中環威靈頓街經營大景象酒樓（鏞記現址）的商人袁容投資，後被王老吉收購。

### 競爭者海角皇宮加入

1970年代的太白海鮮舫與海角皇宮，停泊在香港仔海旁

1958年7月12日，高兩層的海角皇宮海鮮舫建成後在香港仔避風塘開業，與太白海鮮舫展開競爭，由於生意日隆，原艇不敷應用，海角皇宮的經營者訂造多一艘三層高的「海角皇宮第二金鑾殿」海鮮舫擴充業務，新海鮮舫於完工後被拖到原有海角皇宮的旁邊，於1961年8月5日開幕。1962年1月27日，澳門博彩業商人何鴻燊購入舊的海角皇宮，拖到澳門改裝成賭船。
太白海鮮舫於開業時原本只是一艘木製的登陸艇，於1952年建造了一艘長105呎的畫舫，到1960年再更換成一艘長達150呎、能容納800多人的新畫舫。由於保護生態的觀念在當年尚未形成，太白海鮮舫為了與海角皇宮競爭，曾經送贈使用象牙製造的筷子給客人作為一大噱頭，藉此吸引市民及遊客登船消費。而在1952年建造的105呎畫舫則被拖到屯門三聖墟，經營至屯門被開發為新市鎮為止。

### 籌建珍寶海鮮舫時期
到了1960年代末，經營太白海鮮舫的商人王老吉有意發展一艘規模更大的海鮮舫，便集資籌建珍寶海鮮舫。1970年9月在九龍油塘灣的中華造船廠動工建造，1971年初完成船身工程，隨即開始內部裝修，同年9月17日拖往香港仔深灣下錨停泊並繼續粉飾，但不幸在10月30日（開業前6日）因燒焊火花燃着易燃的裝修物料而發生四級大火，整艘船嚴重焚毀，更釀成裝修工人及附近漁艇居民34死42傷。由於王老吉無力重新投資，結果由何鴻燊和鄭裕彤於1972年7月合資買下珍寶海鮮舫的業權，翌月獲當局批准重建。

### 珍寶海鮮舫加入，三方鼎立

珍寶海鮮舫於開幕初期於香港仔海旁停泊

1975年1月展開裝修工程。耗資超過港幣3,000萬的珍寶海鮮舫新船，於1976年10月19日正式落成開業，成為香港仔避風塘內最大型的海鮮舫，與太白海鮮舫及海角皇宮展開競爭，使香港仔的海鮮舫進入「三方鼎立」的局面。珍寶海鮮舫仿照中國宮廷設計，單是中國傳統手工藝飾物及壁畫已花費600萬港元，皇帝龍椅更需時2年完工。同年海角皇宮完成擴建，可容納1,500人，成為太白海鮮舫的最大對手。

### 深灣時期
1978年12月26日，因政府需要在當時是香港仔海傍的湖南街進行填海工程，太白海鮮舫及海角皇宮被安排遷往深灣與珍寶海鮮舫為鄰，繼續經營。

### 合併時期
1980年6月3日，珍寶舫船艙夾萬被撬，損失10萬港元，同年珍寶成功收購太白海鮮舫，海角皇宮亦於1982年12月中轉讓所有股權予珍寶，結束了互相競爭的局面，這三艘海鮮舫進入鼎盛時期。英女皇伊利沙伯二世在1986年10月訪港期間，曾經到香港仔探訪並登上珍寶海鮮舫。1991年，海角皇宮以珍寶皇宮之名重新投入營運，1998年因亞洲金融風暴的影響而停業，並於1999年12月以8百萬美元被售往菲律賓。
2003年下半年，經營者耗資數千萬港元為珍寶海鮮舫和太白海鮮舫重新裝修，銳意改變古舊形象，並將兩艘海鮮舫合稱為「珍寶王國」。

### 營運困難與結束營運
2008年因為受到國際金融危機打擊，太白海鮮舫停業。2013年起珍寶王國入不敷支，持續虧蝕，2020年新冠疫情下，飲食及旅遊業更飽受衝擊。
2020年1月6日，《信報》報道管理層在2020年1月2日員工大會後，表示解僱逾半員工。由原本約130多名員工減至60多名。而營業時間改為分兩段，逢星期一休息。晚餐時段只限團體和貴賓享用。但同年3月COVID-19疫情爆發，在官方網站宣布2020年3月3日起暫停營業至另行通知，而累積虧損已超過1億港元。

## 各船去向

### 海角皇宮
1999年被移送去菲律賓馬尼拉港的海角皇宮，當年船東租用專門運輸大型設備的「半潛船」將海鮮舫由香港運到菲律賓，再於20年後由菲律賓運送到青島，這兩次運送都安全到達目的地，由於「半潛船」將海鮮舫浮出海面，完全由「半潛船」的船身承載，期間海鮮舫無需與海水接觸，在長途運輸時比拖行相對安全，所以并没有发生珍宝海鲜坊的沉没意外。海角皇宮運送至菲律賓後，再被拖到馬尼拉灣海岸，面對著菲律賓文化中心，可是其翻修及復業的過程卻歷經波折。由於何鴻燊與菲律賓總統埃斯特拉達的其中一名親信被指關係密切，一度傳出海鮮舫會被改裝成海上賭場，曾經引起當地民眾集會抗議，埃斯特拉達於2001年因被指貪污觸發當地民眾示威而下台，其親信亦貪污罪成，由於拖欠外判商費用，又因颱風吹襲而受損，海角皇宮經歷數年翻修後才得以復業，並以「珍寶王國」為名繼續作為餐廳，成為菲律賓知名的旅游景點，船上提供生猛海鮮由名廚按照客人喜好烹制，菜式達到百種。然而菲律賓的「珍寶王國」好景不常，因經營不善等原因於2008年結業。2011年10月，何鴻燊旗下信德集團有限公司將該船轉贈中國大陸的青島市政府，據介紹海鮮舫由菲律賓運抵青島歷時8日。市政府接收時委托了「城投旅游集團」運營管理，對外宣稱會其將為青島的海上高端餐飲填補空白。而后青岛城投集团又于2013年5月8日与怡美酒店管理公司签订合作协议，进行建设，原计划2014年5月试营业。2015年時據報船體正式安置到市北區瑞昌路立交橋西北側的濱海歡樂城項目位置，由固定的底座承托被安放在海岸邊。雖然最初宣稱要將海鮮舫塑造成與香港珍寶王國一樣的高級海上餐館，但是至2021年，該船依然被閒置在濱海歡樂城附近的海邊，當地相關官員表示由於周邊配套設施未曾完工，所以船隻無法投入運營。海鮮舫的船艙一直被封鎖，雖然船體經過施工，但也因為長期閒置而生銹，據報不時有青島居民會越欄過去與之留影。

### 珍寶海鮮舫

#### 计划贈予海洋公園未果
2020年11月的施政報告中，海鮮舫的業主同意無償捐贈海鮮舫給予香港海洋公園，政府將推動海洋公園及非政府機構協助以非牟利方式，令海鮮舫重新成為南區富歷史文化的旅遊景點；海鮮舫以自負盈虧方式保育，但未定下海鮮舫日後用途及營運模式，也間接宣布酒樓從此結業。不過在2021年3月12日，旅遊事務署旅遊事務助理專員黎日正在南區區議會時透露已決定暫時擱置發展海鮮舫，而海洋公園在2021年底通知，未能找到合適的第三方機構營運，不能落實施政報告之捐贈計劃。南區區議會前主席羅健熙對此批，海鮮舫是集體回憶，亦見證香港發展，不論在文化保育抑或是歷史傳承上均有重要角色。他本對接手營運表示支持，認為總算是一個令海鮮舫繼續留在香港的方案，無法理解為何由特首在施政報告宣布落實的計劃，竟如此兒戲便突然間消失。

#### 活化計劃觸礁及移離香港
香港仔飲食集團在2021年曾與十多個企業機構商討無償捐贈珍寶海鮮舫，但都因經營成本高昂而未果。到2022年5月底，母公司表示海事牌照將於2022年6月到期，加上需進行檢查、維修和存放，因此決定於6月移離香港，並尋找新經營者。民主黨南區團隊促請目前或來屆政府介入事件，把握最後機會保住海鮮舫。不過時任特首林鄭月娥表示政府一直沒打算斥資運用公帑營運，更指擁有人與海洋公園無法達成完美方案「無可厚非」，認為目前情況無大問題。
到2022年6月1日，靠泊在海鮮舫旁的廚房躉船入水傾側，7位立法會議員於同日聯署，希望當局考慮保留海鮮舫。不過古諮會委員何鉅業表示，目前《古物古蹟條例》未有涵蓋船隻，因此無法交向古諮會討論及評級。
《香港志》编辑蔡兆浚发文呼吁，珍宝海鲜舫是几代香港人的集体回忆，亦是香港在国际上的重要象征，向世界展示香港特色，具有重要文化价值。珍宝海鲜舫虽然曾经遭受大火蹂躏和股权易手，但数度重修、复兴，体现了香港人永不言败的精神，见证了香港经济的腾飞，反映了香港辉煌的历史，对于香港的历史文化是一个很有意义的载体。
蔡兆浚表示，在经济效益上，珍宝海鲜舫也是香港一个有国际代表性的旅游地标。1970至1990年代，它是香港必去的景点。与其耗资不菲，去重新开发新旅游景点，作为现成的旅游资源，珍宝海鲜舫有数十年的国际知名度，毋须重新做广告、宣传。珍宝海鲜舫现时面对的困境其实是因为几年来受疫情影响，旅客未能访港，属于大环境问题，而不是产业的结构性问题。相信疫情一过，游客重返香港，营运问题就会随之而解。希望有关方面能从长远、整体角度出发，在保存香港人对珍宝海鲜舫的集体回忆同经济效益之间取得平衡。
到2022年6月12日，海鮮舫開始進行圍板工程，而香港仔飲食集團公關表示到2022年6月14日移離香港，同時稱船塢不希望維修及正常業務受干擾，不能透露泊位地點。拖船的目的地為柬埔寨。

#### 在西太平洋翻沉
2022年6月20日晚上9時，香港仔飲食集團公布珍寶海鮮舫遇上風浪，已在西太平洋沉沒。集團指海鮮舫在2022年6月18日下午，當拖行至西太平洋西沙群島附近水域時，遇上風浪，船身入水開始傾側，拖船公司的人員救援失敗，海鮮舫最後於6月19日沉沒，事件中未有任何船員受傷。集團稱對意外感到難過不捨，又指珍寶海鮮舫沉沒於西沙群島附近水域，該處的水深超過1,000米，如要進行打撈將會非常困難。
集團報稱珍寶海鮮舫沉沒後並未有進一步交代事故經過及善後方案，傳媒則報導當時負責拖行海鮮舫的船隻是在韓國註冊的「載媛9」拖船，該拖船於去年曾經在澎湖海域因風浪過大而斷纜擱淺。
公告珍寶海鮮舫沉沒後，船東香港仔飲食集團仍然拒絕交代海鮮舫的預定目的地，而香港海事處則於6月21日晚上表示，根據珍寶海鮮舫的船東香港仔飲食集團於出發前提交的資料，珍寶海鮮舫的預定目的地是柬埔寨。海事處稱船東在上星期一申請珍寶海鮮舫的出港證，船東當時報稱要把海鮮舫從香港拖往柬埔寨，海事處審閱相關資料後發出出港證，允許在上星期二把海鮮舫從香港仔停泊位置拖離香港水域，海事處曾經派出船隻協調海上交通，當時未有發現異樣。海事處又稱一直未有接獲香港仔飲食集團告知珍寶海鮮舫發生事故，本處是後來才從報導中得悉海鮮舫經已沉沒，海事處表示已經即時要求船東就事故提交書面報告，並會跟進調查。

#### 船東向海事處稱海鮮舫未沉沒
6月23日，香港海事處接獲船東報告稱，珍寶海鮮舫在6月18日夜間傾覆，但並未沈沒，海鮮舫和拖船仍在西沙群島一帶水域海面。另有媒體稱因為南海爭議，政府的態度可能涉及外交問題：如果西沙群島附近的南海是公海（此為國際觀點，而中方稱為領海），政府無權強制船東提交報告及打撈；但因為船隻沉沒的地點位於中國所聲稱的領海，政府可以要求船東打撈。資深海事輪機工程師李健光稱「要是事發地點屬於公海，那理論上不會有其他人（政府機關）要求他（船東）提交報告」，故拖船公司可基於無國家所有，而放任不管。然而，李表示「始終這艘躉船是由香港海事處審批它出去的，所以出去了，發生了這樣的一個意外，香港海事處是有權要求船東或拖船公司提供報告。」，另由於南海主權爭端中方的態度是必須伸張主權，因此當局可能會基於認為國家擁有管理南海的強制力，而以此要求介入。
香港有線電視記者據報成功聯絡「JAEWON 9」拖船在韓國當地所屬的拖船公司，引述拖船公司一名音譯尹周東的董事對事件作出的回應，該董事稱拖船將珍寶海鮮舫拖過海南島後，6月18日在西沙群島附近疑因遇上2米高的風浪，加上珍寶海鮮舫重心較高及上重下輕，海鮮舫左邊的浮力艙先被海水打穿，其後因壓力令到另一個浮力艙也入水，最後整艘海鮮舫傾覆。拖船公司董事稱珍寶海鮮舫有8個浮力艙，仍有6個運作，所以翻覆後未有完全沉沒，不過拖船公司董事強調因為涉及保險的問題，打撈珍寶海鮮舫已完全不可能，又提到珍寶海鮮舫的船東及保險公司正計畫鑿沉海鮮舫，可能會派出潛水員破壞其他浮力艙，使其沉入海底。根據三沙海事局日前向傳媒表示的說法，該船目前是船體已破損並擱置於海底礁盤上，其上層建築已解體，而在水位低潮時，部份船底仍會露出水面，並強調會督促拖船公司依法盡快履行打撈清除義務。9月份，海南海事局出馬，稱已敲定打撈方案，即將於現場打撈及清除，正式以公權力介入南海地區。四個月後海南三沙方面指出，相關責任方已經妥善處理了礁石上翻沉的損毀船骸，但未有再交代後續與下落。

#### 蓄意沉沒爭議
珍寶海鮮舫作為各種电影攝製的景點，承載大家的集体回憶，事件發生後香港輿論嘩然，受到民間及立法會議員廣泛質疑事態發展經過不單純，是否是香港仔飲食集團明知海鮮舫不能遠航，故刻意將其拖到公海任由其遭遇海難，要求營運公司及拖船公司公開交代。
提出質疑的觀點：
- 業主無意在東南亞船塢保存海鮮舫，故不願向外透露外地原定停泊船塢位置。[來源請求]
- 香港特區政府事前疏忽，明知牽引海鮮舫出海風險極高，仍然發批文批准啟程。[來源請求]
- 海事處工程人員事前疏忽，檢查船身和在海鮮舫上安裝的圍板等工事實際上並無發揮功能。[來源請求]
- 海鮮舫是沒有動力裝置的躉船，加上日久失修，不可作遠洋航行[69][70]。用拖船牽引海鮮舫到南中國海風險極高，集團因為無意經營和拆卸而故意使海鮮舫承受風險，最終沉沒。
- 半潛船可以把海鮮舫完全升出水面並載到目的地，對於本身沒有動力的海鮮舫，使用半潛船明顯比由拖船直接拖曳安全，珍寶海鮮舫的營運商於1999年將「海角皇宮」轉移到菲律賓時便使用半潛船搬運，「海角皇宮」於2011年再被轉運到中國青島市時也使用半潛船安全地運送，營運商今次要長途遷移珍寶海鮮舫時卻沒有使用半潛船，而是直接用拖船經南中國海拖到東南亞，被質疑明知有較安全的遷移方法卻沒有使用[71]。即使因為租用大型半潛船運輸較為昂貴、且市場供應不多的原因，而使用拖行的方式運輸，也應在沿岸15海里的水域內進行，這樣萬一發生意外能及時靠岸處理，而非直接拖進外海[72]。
- 鄰近的珠三角地區就有眾多船舶修理工廠，為何捨近求遠，拖往柬埔寨維修[73]。
- 中科監察主席潘焯鴻以浬數推算沉沒位置在西沙群島以北，該處的水深只有100多公尺至數百公尺，而非營運商所聲稱的超過1,000公尺深[74]，質疑營運商誇大水深及打撈難度。
- 香港天文台華南中國海域天氣報告和當時風浪圖表示，事發時西沙群島海域吹輕微至和緩南風，風浪小而且無大雨，天氣及海況大致良好，並沒有營運商所聲稱的8级大風浪[75]。中國国家海洋環境預報中心和臺灣中央氣象局的當日報告均顯示西沙群島附近並無大浪。[76]波浪傳播到岸边变成浅波时由于海水深度变浅，因此海啸的速度会减慢，所积蓄的能量从动能转变回势能使海啸波浪的波幅增大形成巨浪[77]。事發地西沙群島以北遠離大陸架，以該處水深而言，海面不可能有足以掀翻海鮮舫的大風浪[74]。
- 輪機工程師李健光認為躉船可以浮在水面，萬一入水，自動設備亦會感應到並自動開啟電泵把水泵走[78]。
- 新加坡聯合早報在報導珍寶海鮮舫沉沒事故時引述輿論的質疑，表示中國大陸的多處地點都設有修船廠及泊位可供海鮮舫整修及停泊，香港仔飲食集團卻偏偏選擇將海鮮舫拖往東南亞維修[79]，又拒絕披露海鮮舫的具體去向，在拖曳時又不在海鮮舫上配置船員，令人懷疑船東採取便宜省事的方法處置掉海鮮舫[80]，甚至有人懷疑是為騙取保險金而設計的「意外」，儘管這些猜測目前未有得到證實[79]。

2023年4月，建輝船廠有限公司入稟高等法院，表示2022年5月與珍寶及太白海鮮舫持有人簽約，打算以4元購入4艘船，並支付540萬元作船的處理費。不過珍寶海鮮舫入水沉沒後，協議沒有下文而追討賠償。高等法院在同年4月28日開庭審理，庭上透露政府指示珍寶海鮮舫廚房船須於5月1日之前移離。法官同時頒下保存令，下令珍寶海鮮舫持有人盡一切合理努力保留廚房船船底部件。

### 太白海鮮舫

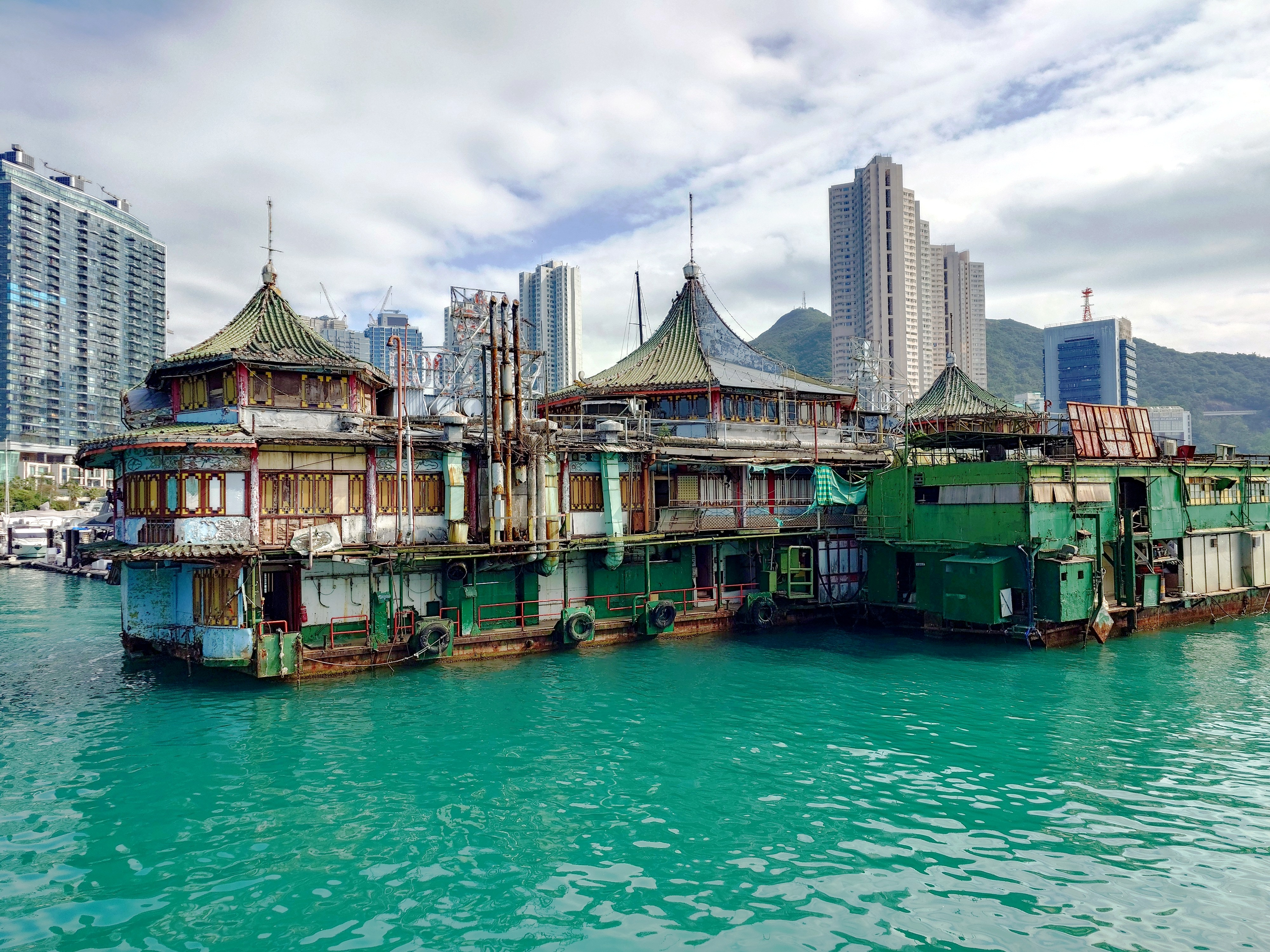
閒置多年的太白海鮮舫

#### 停業多年
太白海鮮舫於2008年金融海嘯後已停業，其後貼出「內部裝修」的告示牌，但實際從未進行任何修葺工程，內部則出現漏水的失修狀況。外觀方面，太白海鮮舫因缺乏維修而出現窗戶破損、船身變得殘舊、外層油漆皺縮露出鐵皮底色的情況。

#### 啟動再活化
因太白海鮮舫未有按計劃連同珍寶海鮮舫一同移走，現時則仍然停泊在香港等候新經營者。事件發生後，香港動員了搶救方案，海事處回覆傳媒查詢時證實，太白海鮮舫已申請並獲批閒置船隻允許書。一直關注海鮮舫去向的議員陳家珮指，有商家正接洽，計劃接手營運太白海鮮舫，而太白海鮮舫體積較珍寶海鮮舫小，維修成本等較低。其後「新邦行有限公司」於去年8月，正式從香港仔飲食企業有限公司（香港仔飲食集團）接手太白海鮮舫，但在2023年初，一度發生幾位董事說法不同的爭議，後香港仔避風塘海傍16艘躉船於2023年2月宣布成立「香港仔海濱水產同業聯盟」，同時宣布修復與重新裝修太白海鮮舫的正式計劃，預計於2024年第三季將這個代表性的景點復業。

## 建築設計
珍寶海鮮舫長76米、闊22米、高28米（樓高三層），排水量達3,300噸，面積達45,000平方呎，可容納超過2,300名賓客，因此有「世界上最大的海上食府」之稱，而該海鮮舫也用作壽、婚宴和春節團拜或其他活動用途。
珍寶海鮮舫是香港的著名景點，由於它位於海中，以傳統中國皇宮特色裝修，所以成為外國遊客必到之地。不少旅遊書籍都推介遊客到這個景點，品嚐海鮮，至今累積遊客人次超過3,000萬。珍寶海鮮舫的巨型海鮮池養了60多種海產，並設有香港最大的紫外線海水消毒系統。除了海鮮，珍寶海鮮舫也提供如點心等粵菜及其他菜式。其廚房設於一艘獨立的躉船上，以架空式跳板橋連接海鮮舫各層。1996年珍寶海鮮舫斥資1,800萬港元在廚房船旁邊建造全東南亞最大的污水處理躉船。
珍寶海鮮舫四樓設有一家平民港式茶餐檔（蘇記茶檔），只招待珍寶王國員工，遊客不能到達此樓層，主要售賣三文治、快餐麵、咖啡奶茶等傳統港式產品。

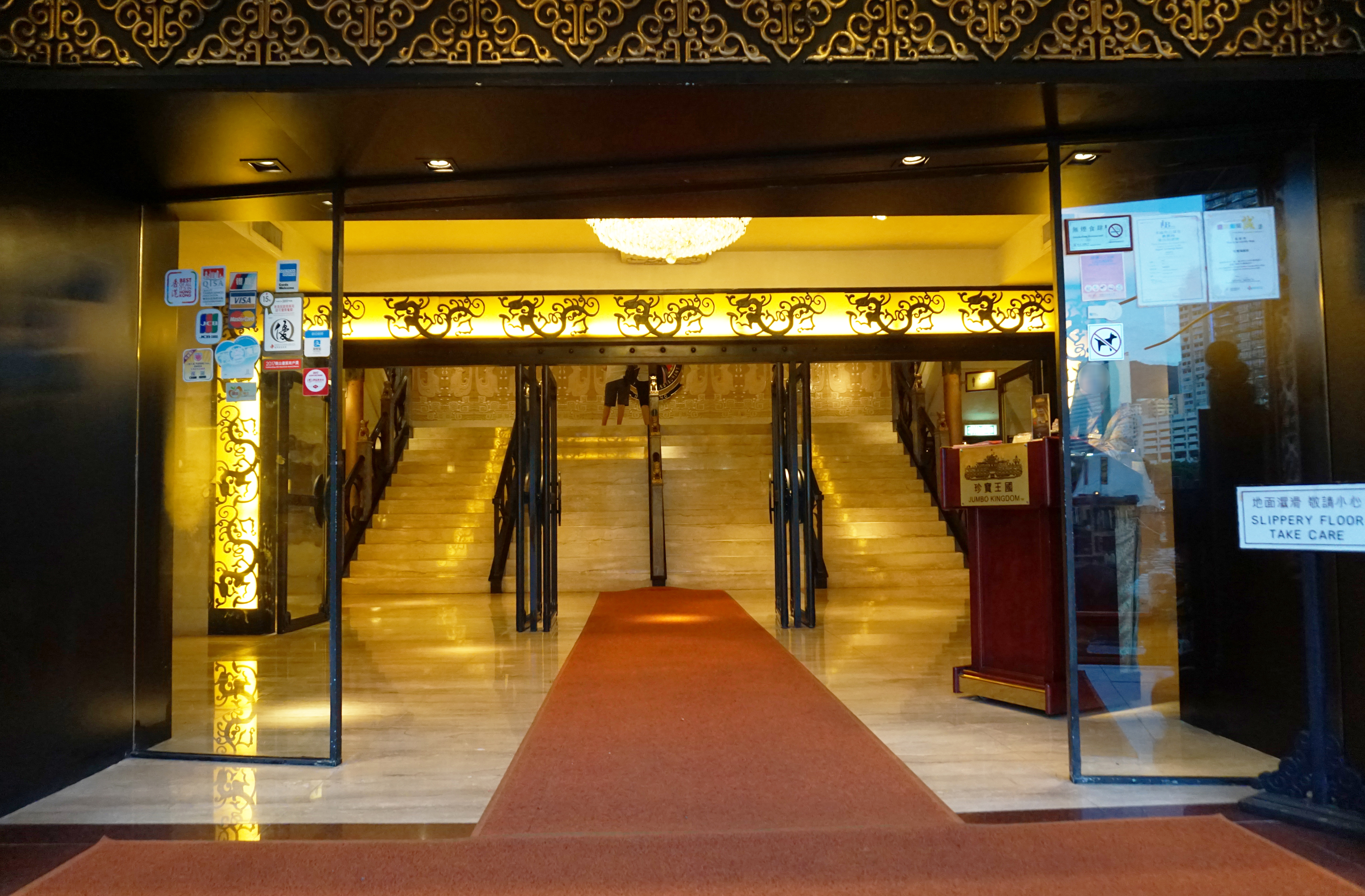
入口
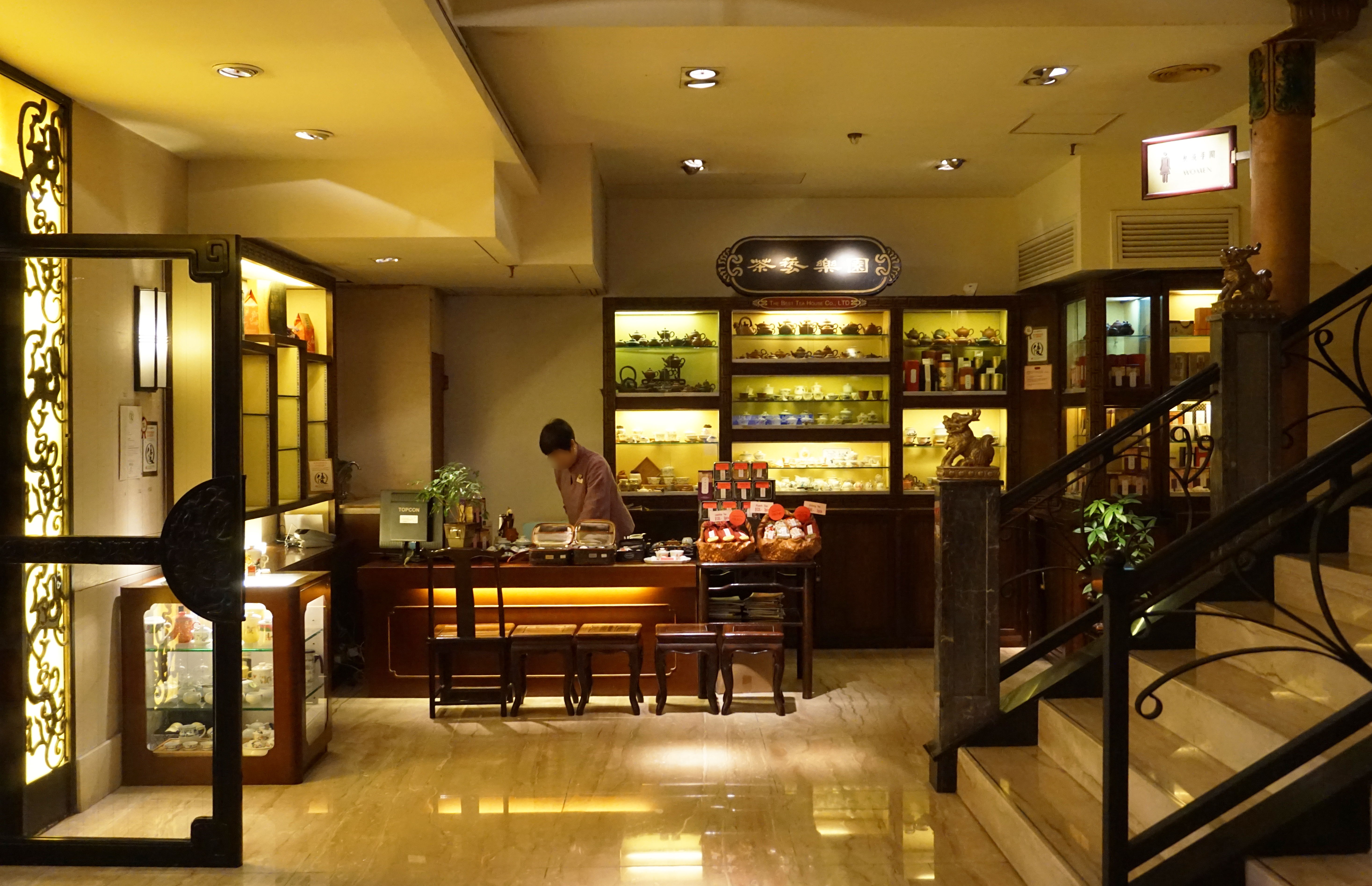
地下茶藝店
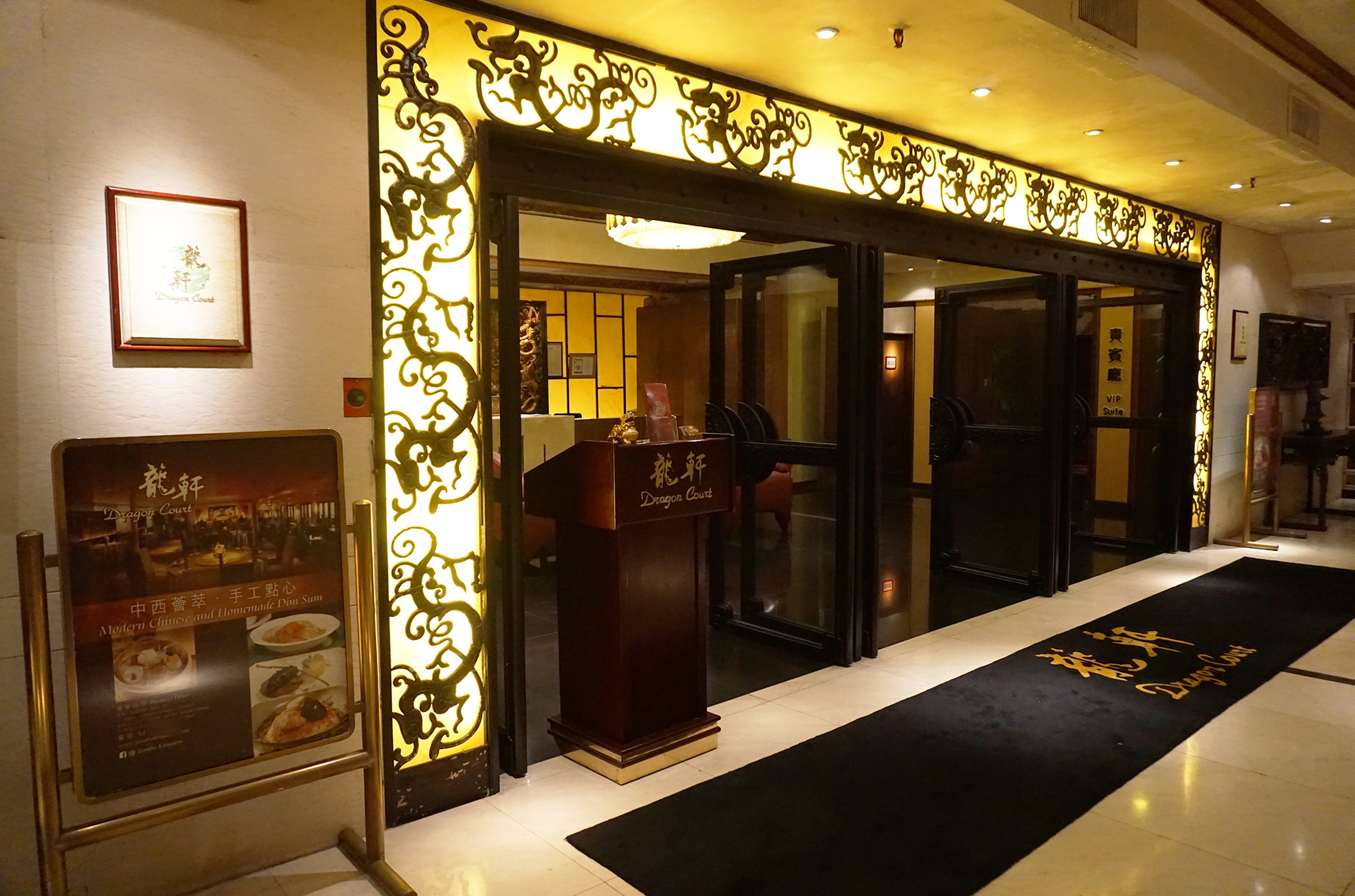
1樓龍軒
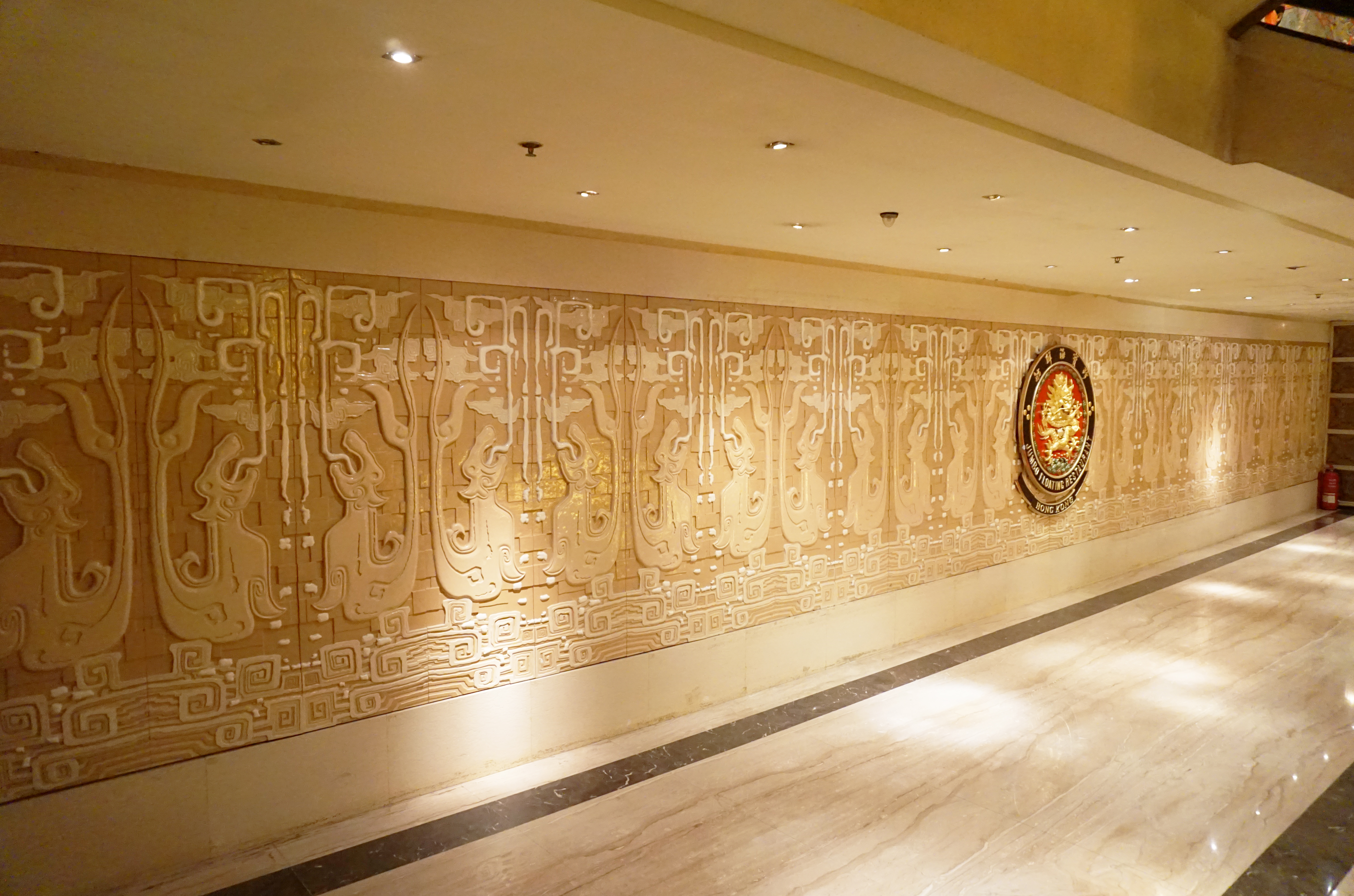
1樓浮雕及珍寶海鮮舫徽章
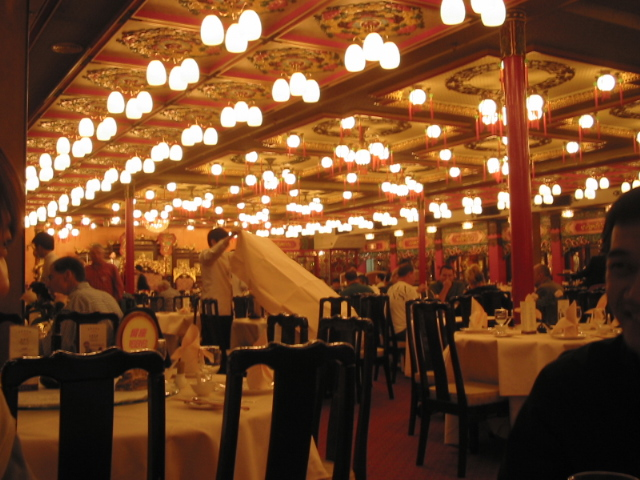
2樓翻新前的金鑾殿（2004年）
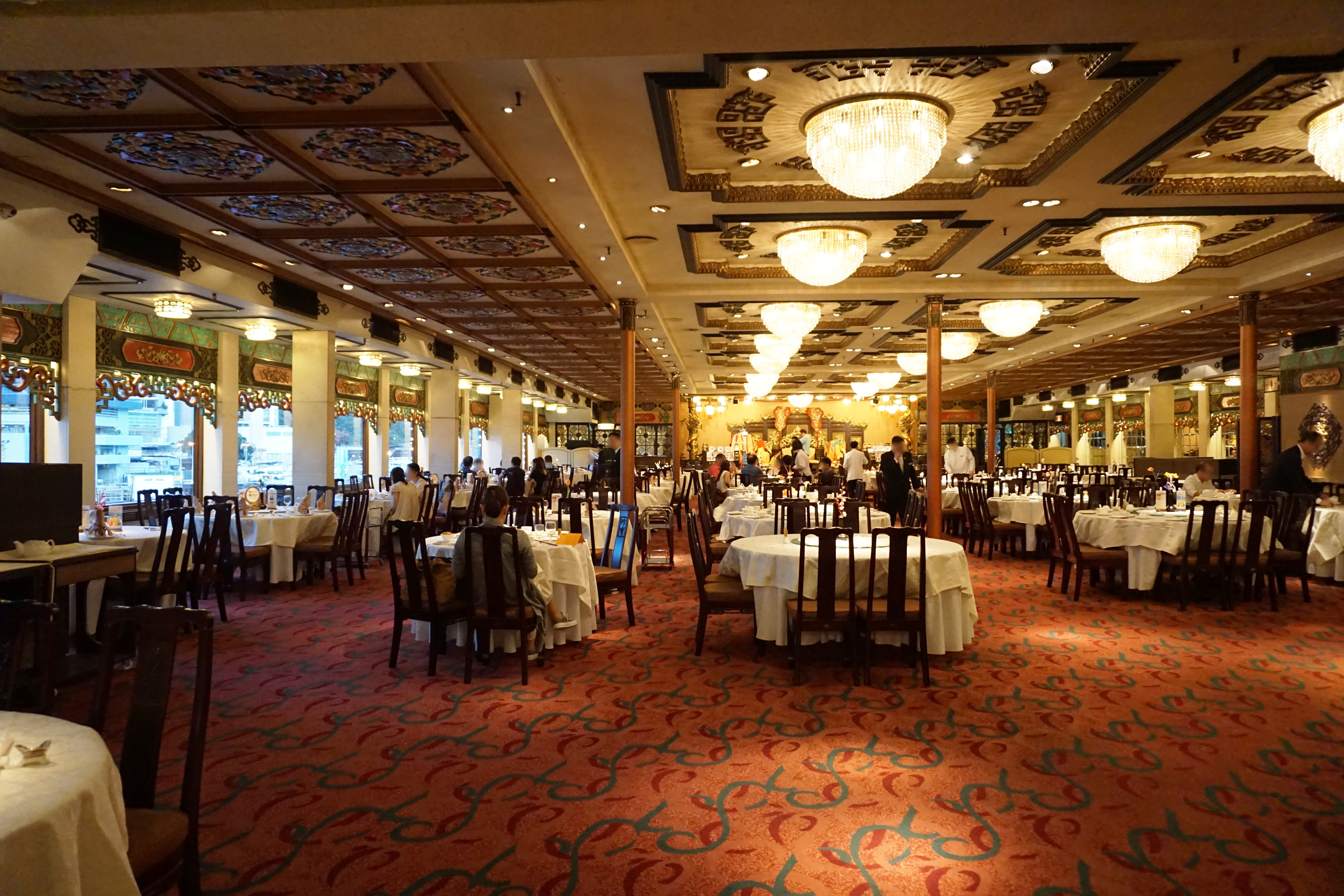
2樓金鑾殿
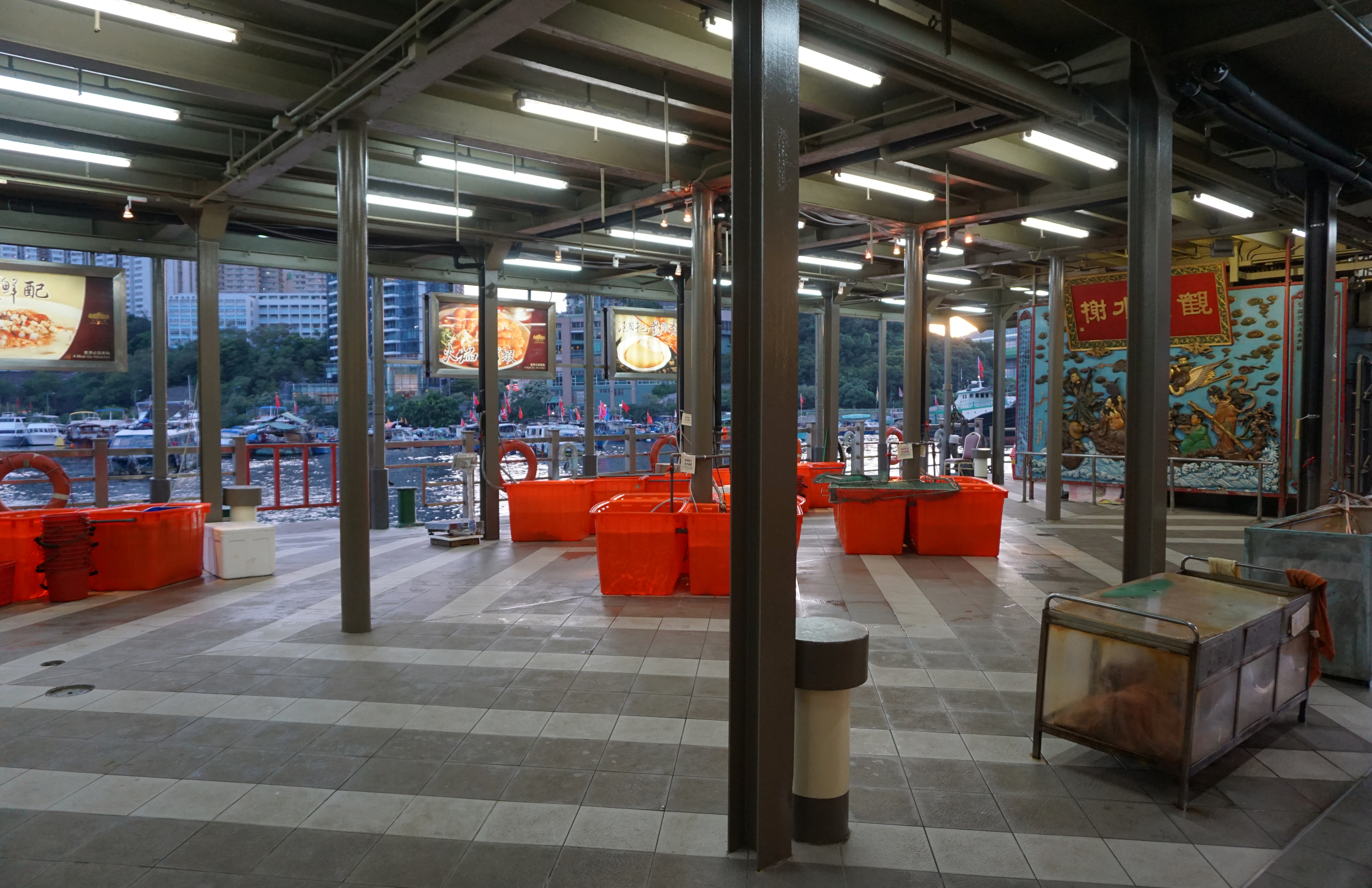
海鮮部魚池
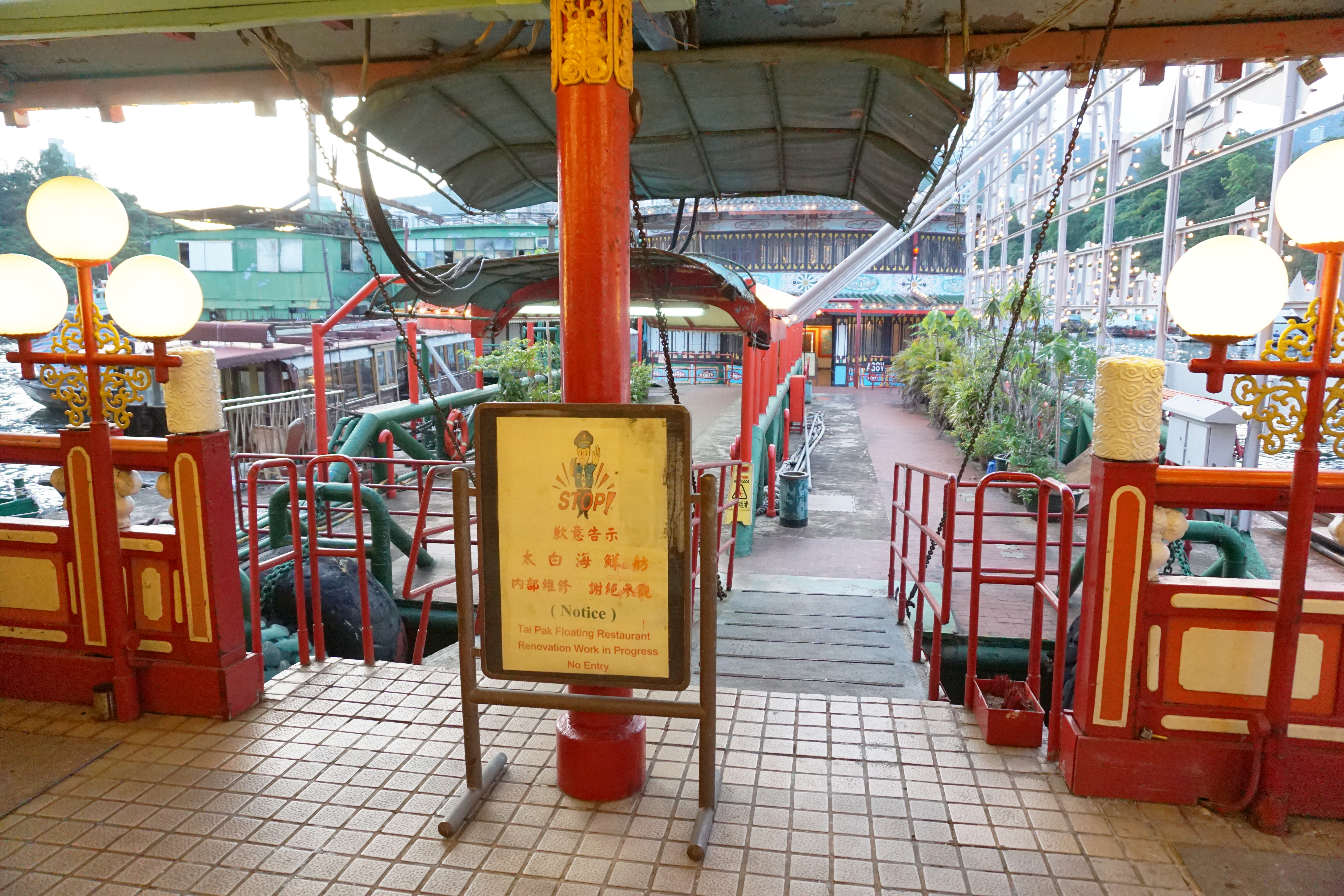
太白海鮮舫於2017年進行維修，暫停開放
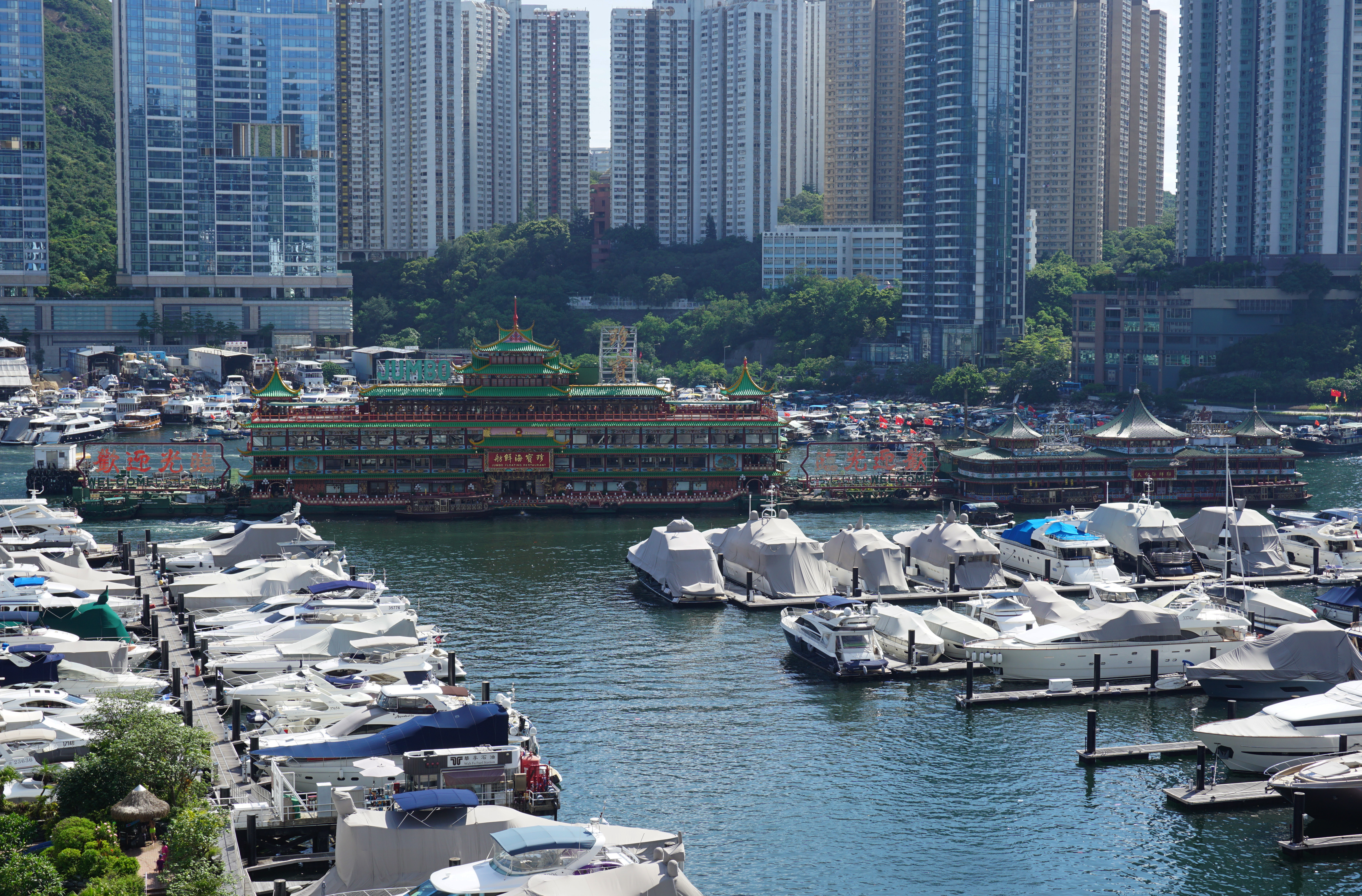
俯瞰珍寶及太白海鮮舫
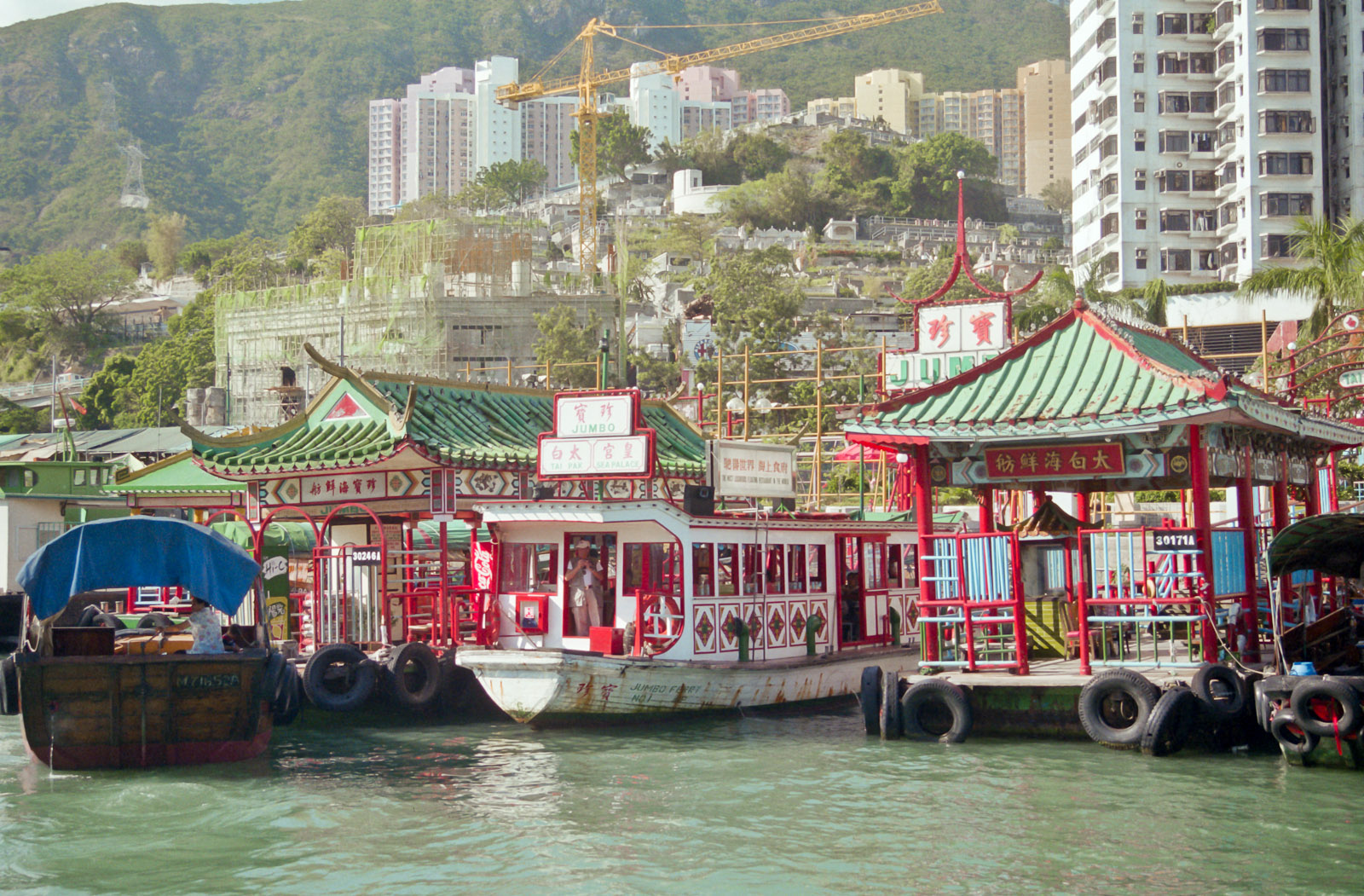
珍寶及太白海鮮舫免費駁艇位於香港仔的碼頭
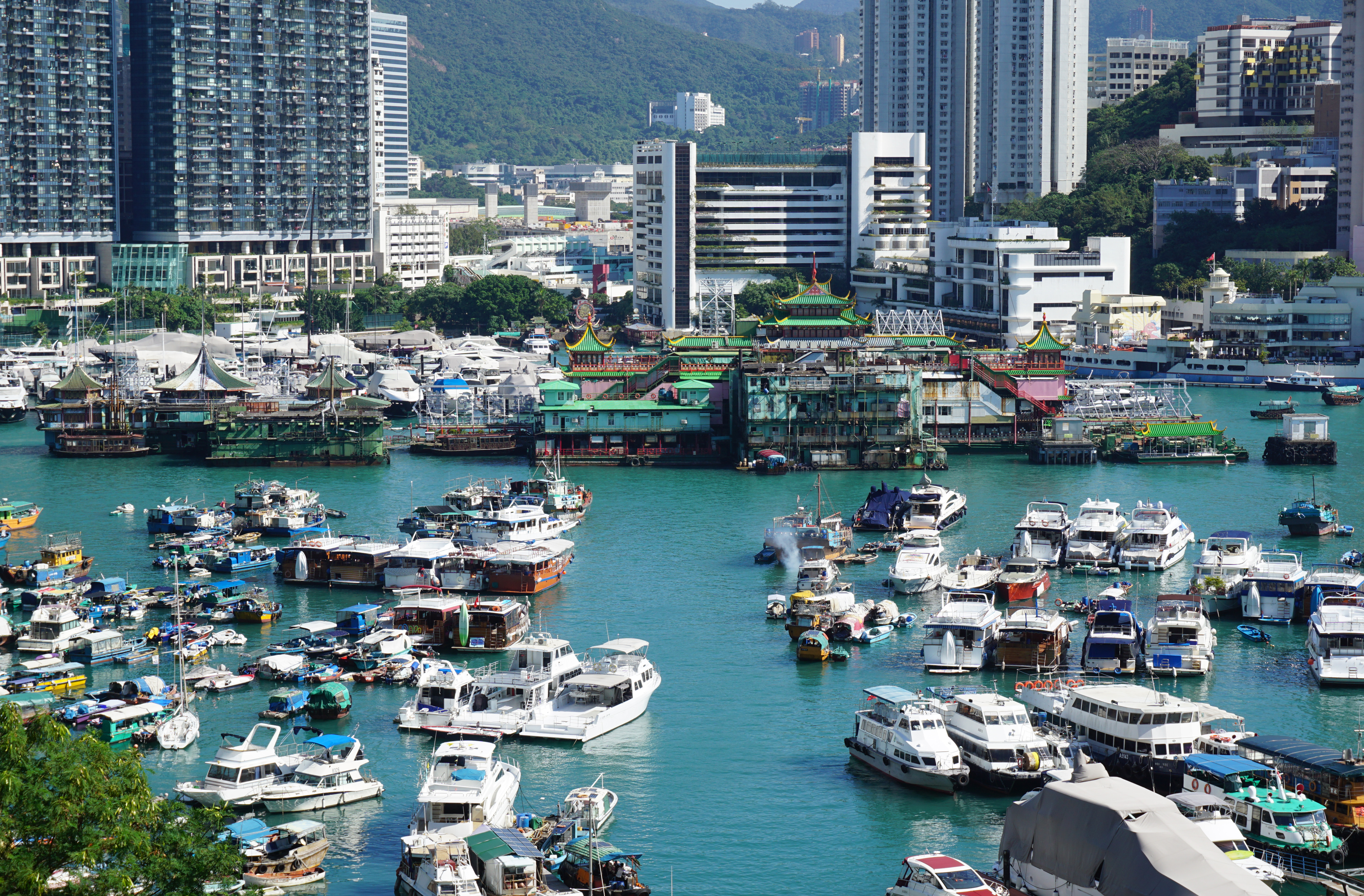
太白（左）及珍寶海鮮舫（右）背面的廚房船

## 交通
遊客可從黃竹坑站B出口步行約5－8分鐘到深灣碼頭，乘搭免費接駁小輪前往。此外，香港仔海濱公園亦設有免費接駁小輪前往珍寶王國，而珍寶閣有公眾停車場停泊。

## 流行文化

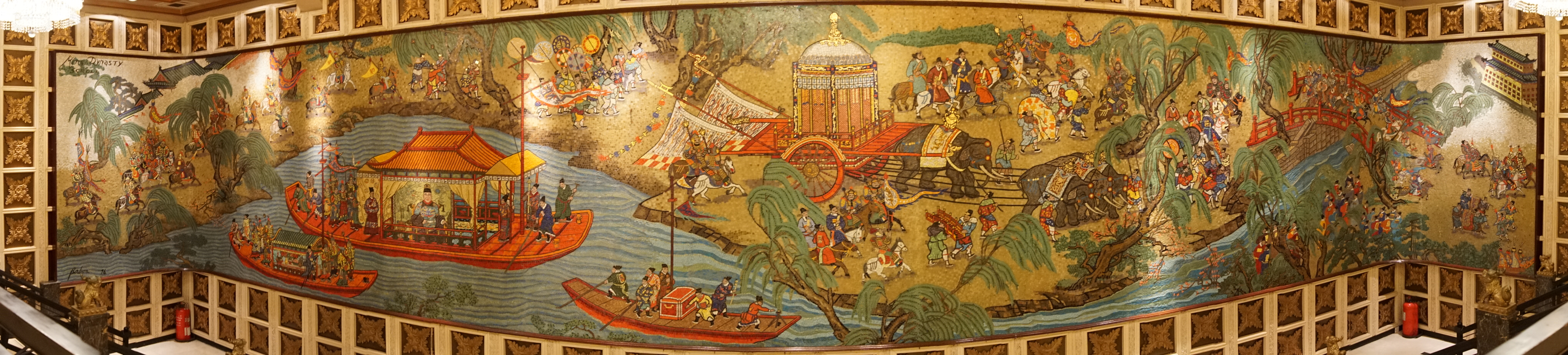
2樓壁畫《衣錦榮歸圖》由意大利籍藝術家博寶亞（Borboa），以明朝名畫《入蹕圖》為創作靈感，用馬賽克重新演繹，融合東、西方的創作特色，為各地遊客的熱門拍照點

珍寶王國吸引了不少名人親臨光顧，當中包括英女皇伊利沙伯二世、國際名人尊·榮、尤伯連納、威廉·荷頓、湯·告魯斯等。以及亞洲知名演員鞏俐、周润发等都曾到訪現場。
許多著名電影也曾在珍寶海鮮舫取景，例如荷里活電影《生死戀》、李小龍主演的《龍爭虎鬥》、日本怪獸電影《哥斯拉vs戴斯特洛伊亞》（1995年）、和《無間道II》（2003年）等。
電子遊戲《餓狼傳說2》登場角色陳秦山所使用的香港主場，以及《生化危機6》的「阿二海鮮」場景亦取自珍寶海鮮舫。
日本動畫亦有數集以珍寶海鮮舫作為故事場景，但動畫誤把海鮮舫之停泊位置誤說為維港而非正確的位置深灣。
周星馳主演的《食神》在海鮮舫取景。

### 模仿
- 沙田畫舫，另一個香港的水上酒樓，位於沙田區，現已改為會所1號（水中天），前身是敦煌畫舫及明星海鮮舫
- 會所1號（水中天），曾為敦煌畫舫及明星海鮮舫，位於前沙田畫舫停泊處的石舫
- 位於澳門皇宮娛樂場，外型與珍寶海鮮坊相似
- 位於荷蘭阿姆斯特丹的海上皇宫是仿照珍寶王國興建。[91]
- 位於台灣高雄的海上皇宫及海上御廚，也同是仿照珍寶王國為範本所興建。[92]

### 電影取景
- 《生死戀》
- 《蘇絲黃的世界 (電影)》
- 《龍爭虎鬥》
- 《鐵金剛大戰金槍客》[93]
- 《蜘蛛俠大鬧香港（英语：Spider-Man: The Dragon's Challenge）》[94]
- 《威龍猛探》[35]
- 《上海異人娼館》
- 《哥斯拉vs戴斯特洛伊亞》[95]
- 《食神》[35][89][96][97]
- 《無間道II》
- 《世紀戰疫》[93]
- 《棟篤特工》：最後一部在珍寶海鮮舫取景的港產片
- 《信用欺詐師JP：公主篇》：最後一部在珍寶海鮮舫取景的電影

### 動畫
- 《機動武鬥傳G鋼彈》

### 電視劇
- 《驚奇蜘蛛俠 (電視劇)（英语：The Amazing Spider-Man (TV series)）》
- 《真情》

### 電視迷你劇
- 《貴族之家 (迷你劇)（英语：Noble_House_(miniseries)）》

### 電子遊戲場景
- 日本SNK1992年《餓狼傳說2》及1993年《餓狼傳說Special》中登場角色陳秦山(CHENG SINZAN)所使用的香港主場
- 卡普空《生化危機6》
- 《睡犬》
- 《香港秘密警察》[98]
- 《戰地風雲4》資料片龍之獠牙內地圖：沉龍河畔

### 音樂影片
- MIRROR《All in One》（賀年版）[89]：最後在珍寶海鮮舫取景的影片

## 資料來源
1. ↑  . RFA. 2022-05-31  [2022-06-24]. （原始内容存档于2022-06-22）.
2. ↑  . 頭條日報. 2022-06-20  [2022-06-20]. （原始内容存档于2022-07-04）.
3. 1 2  . 香港特別行政區政府新聞公報. 2022-06-23  [2022-06-23]. （原始内容存档于2022-06-24）.
4. 1 2  . 香港獨立媒體. 2023-02-23  [2023-02-26]. （原始内容存档于2023-04-24）.
5. ↑  . 當代中國. 2022-06-16  [2022-06-29]. （原始内容存档于2022-07-04）.
6. 1 2 3 4  . 華僑日報第四張第一頁. 1978年12月29日.（繁體中文）
7. 1 2  . 明報. 2006年10月8日.（繁體中文）
8. ↑  . 工商晚報第四頁. 1958年7月9日.（繁體中文）
9. ↑  . 工商晚報第六頁. 1961年8月6日.（繁體中文）
10. ↑  . 大公報第三版. 1961年1月28日.（繁體中文）
11. 1 2  . 香港旅遊發展局.（繁體中文）
12. ↑  . 港識多史｜香港歷史社會研究社. 2020-03-03  [2023-03-31]. （原始内容存档于2023-06-04） （中文（臺灣））.
13. ↑  . 工商日報第十頁. 1971年3月12日.（繁體中文）
14. ↑  . 華僑日報第二張第四頁. 1971年9月18日.（繁體中文）
15. ↑  . 大公報第五版. 1971年10月31日.（繁體中文）
16. ↑  . 大公報第五版. 1972年5月25日.（繁體中文）
17. ↑  . 華僑日報第四張第一頁. 1972年7月8日.（繁體中文）
18. ↑  . 大公報第四版. 1973年8月30日.（繁體中文）
19. 1 2 3  . 華僑日報第三張第三頁. 1976年10月19日.（繁體中文）
20. ↑  . 風傳媒. 2020-03-02  [2023-05-29]. （原始内容存档于2023-05-29）.
21. 1 2  . 華僑日報第四張第二頁. 1980年6月4日.（繁體中文）
22. ↑  . 大公報第五版. 1982年12月14日.（繁體中文）
23. ↑  . Business Digest Editorial. 2022-06-02  [2023-05-29]. （原始内容存档于2023-06-07）.
24. ↑  . 星島日報. 2022-06-20. （原始内容存档于2023-05-29）.（繁體中文）
25. 1 2  . 新濠國際發展. 1999年12月13日  [2015年10月29日]. （原始内容存档于2019年1月13日）.（繁體中文）
26. 1 2  . 珍寶海鮮舫.   [2017-06-29]. （原始内容存档于2017-07-09）.（繁體中文）
27. ↑  . 香港01. 2022-06-01  [2022-06-01].
28. ↑  . 香港01. 2020-01-06  [2020-01-06].
29. ↑  . 香港01. 2020-03-02.
30. ↑  . 香港01. 2022-05-30  [2022-05-30].
31. ↑  . 香港01. 2022-06-21  [2022-11-17]. （原始内容存档于2022-06-25）.
32. ↑  . CUP. 2022-06-01  [2022-06-02]. （原始内容存档于2022-06-17）.
33. ↑  . CUP. 2022-06-01  [2023-06-13]. （原始内容存档于2022-06-17）.
34. ↑  . 青岛新闻网. 2011-10-10  [2022-06-02]. （原始内容存档于2022-06-10）.
35. 1 2 3  . South China Morning Post. 2022-06-02  [2022-06-18]. （原始内容存档于2022-07-04） （英语）.
36. ↑  . 大众网. 2013-05-24.
37. ↑  . 青岛新闻网-青岛早报. 2013-05-25  [2022-06-02]. （原始内容存档于2022-06-10）.
38. ↑  . 青岛新闻网. 2021-03-25  [2022-06-20]. （原始内容存档于2022-06-23）.
39. ↑  . 香港經濟日報. 2020-11-25  [2020-11-25]. （原始内容存档于2022-06-10）.
40. ↑  . 獨立媒體. 2021-03-12  [2021-03-13]. （原始内容存档于2021-03-16）.
41. ↑  . 2022-05-31  [2022-06-22]. （原始内容存档于2022-06-22）.
42. ↑  . 香港明報. 2022-05-30.
43. ↑  . 巴士的報. 2022-05-31  [2022-05-31]. （原始内容存档于2022-06-09）.
44. ↑  . 明報. 2022-05-31  [2022-05-31]. （原始内容存档于2022-06-09）.
45. ↑  . 聯合報. 2022-06-01  [2022-06-04]. （原始内容存档于2022-06-16）.
46. ↑  . 獨立媒體. 2022-06-02  [2022-06-04]. （原始内容存档于2022-07-04）.
47. ↑  蔡兆浚. . 香港01. 2022-06-09. （原始内容存档于2023-04-24） （中文（香港））.
48. ↑  . 东方文化杂志. 2022-06-15  [2022-06-29]. （原始内容存档于2022-07-04）.
49. ↑  . 世界日報. 2022-06-13  [2022-06-13]. （原始内容存档于2022-06-23）.
50. ↑  . 香港01. 2022-06-22. （原始内容存档于2022-07-02）.
51. ↑  . 東方日報. 2022-06-20  [2022-06-24]. （原始内容存档于2022-06-20）.
52. ↑  . 2022-06-22  [2022-06-22]. （原始内容存档于2022-07-02）.
53. ↑  . 香港01. 2022-06-20  [2022-06-24]. （原始内容存档于2022-07-03）.
54. ↑  頭條日報. . 頭條日報 Headline Daily.   [2022-06-20] （中文（香港））.
55. ↑  黃偉倫, 陳淑霞. . 香港01. 2022-06-20  [2022-06-20]. （原始内容存档于2022-07-03） （中文（香港））.
56. ↑  . 頭條日報. 2022-06-20  [2022-06-20]. （原始内容存档于2022-06-23）.
57. ↑  . 蘋果日報. 2022-06-22  [2022-06-24]. （原始内容存档于2022-06-28）.
58. ↑  . now新聞. 2022-06-22  [2022-06-23]. （原始内容存档于2022-07-03）.
59. ↑  . 2022-06-23  [2022-06-24]. （原始内容存档于2022-07-03）.
60. ↑  . 2022-06-23  [2022-06-24]. （原始内容存档于2022-07-03）.
61. ↑  . 頭條日報. 2022-06-24  [2022-06-27]. （原始内容存档于2022-06-27）.
62. ↑  .   [2022-09-22]. （原始内容存档于2022-09-29）.
63. ↑  . hk01.   [2023-12-15]. （原始内容存档于2023-12-15）.
64. ↑  . AM730. 2022-06-22  [2022-06-22]. （原始内容存档于2022-07-03）.
65. ↑  . 轉角國際. 聯合報.   [2022-06-22]. （原始内容存档于2022-07-01）.
66. ↑  Ives, Mike; Stevenson, Alexandra; Hao, Cindy（譯）. . 紐約時報中文網. 2022-06-21  [2022-06-22]. （原始内容存档于2022-07-03）.
67. ↑  . TVBS. 2022-06-20  [2022-11-17]. （原始内容存档于2022-11-17）.
68. ↑  . 商業電台.   [2022-06-21]. （原始内容存档于2022-06-25）.
69. ↑  . 2022-06-20  [2022-06-21]. （原始内容存档于2022-06-21）.
70. ↑  . 香港01. 2022-06-21  [2022-06-22]. （原始内容存档于2022-06-25）.
71. ↑  . 明報. 2022-06-22  [2022-06-22]. （原始内容存档于2022-06-24）.
72. ↑  . 亞洲週刊.
73. 1 2  . 中科媒體 Chinat Media.   [2022-06-21]. （原始内容存档于2022-06-23）.
74. ↑  . MET WARN 天氣預警.   [2022-06-21].
75. ↑  . 香港01. 2022-06-21.
76. ↑  . Earth and Space Sciences. University of Washington. （原始内容存档于2013-09-22）.
77. ↑  . 有線寬頻 i-CABLE.   [2022-06-21]. （原始内容存档于2022-06-25）.
78. 1 2  . 聯合早報. 2022-06-22  [2022-06-23]. （原始内容存档于2022-06-22）.
79. ↑  . 香港01. 2022-06-21  [2022-06-23]. （原始内容存档于2022-07-04）.
80. ↑  . 明報. 2023-04-29  [2023-04-29]. （原始内容存档于2023-06-07）.
81. ↑  . クー ♥. 2008-12-25  [2022-08-31]. （原始内容存档于2022-08-31）.
82. ↑  . 空城記 Empty City. 2022-06-01.
83. ↑  . 端傳媒. 2022-06-15  [2022-08-29]. （原始内容存档于2022-06-21）.
84. ↑  . 東網. 2022-06-15  [2022-11-17]. （原始内容存档于2022-11-17）.
85. ↑  .   [2023-12-15]. （原始内容存档于2023-12-15）.
86. 1 2  . 珍寶海鮮舫.   [2017-06-29]. （原始内容存档于2017-06-11）.（繁體中文）
87. 1 2  . 開飯喇.   [2017-07-04]. （原始内容存档于2020-08-06）.（繁體中文）
88. 1 2 3  . 娛壹. 2022-06-14  [2022-06-21]. （原始内容存档于2022-06-21）. 電影《#食神》於海鮮舫取景
89. 1 2  . 珍寶王國. 2016年9月9日.（繁體中文）
90. ↑  . Sea Palace.   [2020-06-02]. （原始内容存档于2014-08-18） （美国英语）.
91. ↑  . ETtoday新聞雲.   [2020-09-14]. （原始内容存档于2022-06-24） （中文（臺灣））.
92. 1 2  . 纽约时报. 2022-06-22  [2022-06-22]. （原始内容存档于2022-07-03）.
93. ↑  .   [2022-07-08]. （原始内容存档于2022-06-15）.
94. ↑  .   [8 October 2020]. （原始内容存档于2014-05-08）.
95. ↑  . www.hkcinemagic.com.   [8 October 2020]. （原始内容存档于2022-06-23）.
96. ↑  .   [2022-06-03]. （原始内容存档于2022-07-04）.

## 外部連結
- 官方网站（繁體中文）（简体中文）（英文）（日語）
- 珍寶王國的Facebook專頁
- 珍寶王國的Instagram帳戶
- 珍寶王國昔日相片（页面存档备份，存于）
- 太白海鮮舫昔日相片（页面存档备份，存于）

22°14′36″N 114°09′43″E / 22.2434°N 114.1620°E